# Perfect Day (canção de Cascada)
"Perfect Day" é o quinto e último single do álbum Perfect Day, do grupo Cascada. Foi lançado eclusivamente nos EUA como um maxi single em 3 de março de 2009, e no iTunes em 17 de fevereiro de 2009.

## Lista de faixas
1. "Perfect Day" (Album Version) – 3:44
2. "Perfect Day" (Digital Dog Radio) – 3:21
3. "Perfect Day" (Rock Version) – 3:33
4. "Perfect Day" (Extended Version) – 5:18
5. "Perfect Day" (Digital Dog Club) – 6:04
6. "Perfect Day" (Digital Dog Dub) – 5:51

## Gráficos
| Parada (2009)                                | Máxima posiçãoho |
| -------------------------------------------- | ---------------- |
| Billboard Hot Dance Airplay dos EUA          | 20               |
| DJ Times National Club Charts Top 40 dos EUA | 4                |
| DDK Dance Crossover Charts Top 50 dos EUA    | 3                |